# Leptogenys kraepelini
Leptogenys kraepelini är en myrart som beskrevs av Auguste-Henri Forel 1905. Leptogenys kraepelini ingår i släktet Leptogenys och familjen myror.

## Underarter
Arten delas in i följande underarter:
- L. k. baccha
- L. k. esae
- L. k. kraepelini
- L. k. nero